# Овалле, Хуан Риос
Хуан Риос Овалле (исп. Juan Ríos Ovalle; 1863, Понсе, Пуэрто-Рико — 1928, там же) — пуэрто-риканский музыкант-кларнетист и композитор.

## Биография
Родился в семье музыкантов. Специального образования не получил. Обладал врожденным музыкальным талантом.
Известен, как плодовитый композитор танцевальной музыки, в первую очередь данса. Создал более 50 музыкальных композиций. Автор духовной и рождественской музыки и гимнов.
В 1917—1921 годах записывался на студии «Victor Talking Machine Company».

## Избранные музыкальные композиции
- Angelina
- Teresa
- Lluvia de Perlas
- Odalisca
- La Graciosita